# Scoparia lativitta
Scoparia lativitta là một loài bướm đêm trong họ Crambidae.